# 环十三内酯
环十三内酯（英語：cyclotridecanolide）是一种有机化合物，化学式C13H24O2，可见于欧白芷等物种。
它可以环十二酮、三氟乙酸酐和过氧化氢为原料反应制得，或由10-十一碳烯酸-3-丁烯酯在Grubbs催化剂催化下氢化得到。